# بیسفنول اف
بیسفنول اف (BPF؛ ۴٬۴′-دی‌هیدروکسی‌دی‌فنیل‌متان) یک ترکیب آلی آروماتیک کوچک با فرمول شیمیایی (HOC
6H
4)
2CH
2 است. ساختار کلی این ماده شباهت زیادی به بیسفنول ای دارد، زیرا هر دو در دسته مولکول‌های معروف به بیسفنول‌ها قرار دارند که دارای دو گروه فنول هستند که از طریق یک گروه پیوند دهنده به هم متصل می‌شوند. در BPF، دو حلقه آروماتیک توسط یک گروه متیلن به هم متصل می‌شوند.
BPF در ساخت پلاستیک‌ها و رزین‌های اپوکسی استفاده می‌شود. این ماده در صنعت به عنوان روشی برای افزایش ضخامت و دوام مواد استفاده می‌شود. استفاده از آن به این روش در تولید آستر مخازن و لوله‌ها، کفپوش‌های صنعتی، روکش عرشه جاده‌ها و پل‌ها، چسب‌ها، روکش‌ها و لاک‌های الکتریکی از اهمیت بالایی برخوردار است. این ماده همچنین در پوشش نوشیدنی‌ها و قوطی‌های مواد غذایی مورد استفاده قرار می‌گیرد. کاربرد دیگر BPF در مواد دندانپزشکی است، جایی که می‌توان آن را در مواد ترمیم کننده، آسترها، چسب‌ها، دستگاه‌های پروتز دهانی و جایگزین‌های بافت استفاده کرد.